# Dactylorhiza iberica
Dactylorhiza iberica är en orkidéart som först beskrevs av Friedrich August Marschall von Bieberstein och Carl Ludwig von Willdenow, och fick sitt nu gällande namn av Károly Rezsö Soó von Bere. Dactylorhiza iberica ingår i Handnyckelsläktet som ingår i familjen orkidéer. Inga underarter finns listade i Catalogue of Life.